# Дубовий Куст
Дубо́вий Куст (рос. Дубовый Куст) — селище у складі Бузулуцького району Оренбурзької області, Росія.

## Населення
Населення — 41 особа (2010; 87 у 2002).
Національний склад (станом на 2002 рік):
- казахи — 53 %
- росіяни — 37 %